# اثیر (فیزیک)
در علم فیزیک، اثیر (کوینتسنس) شکلی فرضی از انرژی تاریک است؛ به بیان دقیق‌تر یک میدان نرده‌ای است که برای توضیح نرخ شتابدار انبساط جهان که در سال ۱۹۹۸ اعلام شد، به جای ثابت کیهانی واقعی پیشنهاد شد. این سناریو نخستین بار توسط راترا و پیبلز ارائه شد.
برخی فیزیکدانان پیشنهاد کرده‌اند که اثیر نیروی بنیادی پنجم است. تفاوت اثیر با ثابت کیهانی درآنجاست که اثیر پویاست و در طول زمان تغییر می‌کند در حالیکه ثابت کیهانی بدون تغییر می‌ماند.

## میدان نرده‌ای
اثیر یک میدان نرده‌ای با یک معادله حالت است که wq یعنی نسبت فشار pq به چگالی {\displaystyle \rho }q را بر حسب انرژی پتانسیل {\displaystyle V(Q)} و یک مؤلفه جنبشی بیان می‌کند:
{\displaystyle w_{q}=p_{q}/\rho _{q}={\frac {{\frac {1}{2}}{\dot {Q}}^{2}-V(Q)}{{\frac {1}{2}}{\dot {Q}}^{2}+V(Q)}}}
بنابراین اثیر ماهیت پویایی داردو به‌طور کلی یک چگالی و یک پارامتر wq دارد که با گذر زمان تغییر می‌کنند؛ در مقابل، برای ثابت کیهانی با گذر زمان چگالی‌ انرژی‌ ثابت می‌ماند و wq = −۱.